# Мойсеёнок, Андрей Георгиевич
Мойсеёнок Андрей Георгиевич (р. 1 июня 1943, г. Глубокое, Витебской области) — биохимик, витаминолог. Член-корреспондент Национальной академии наук Беларуси (2000), доктор биологических наук (1997), профессор (1997).
- — Окончил Гродненский государственный медицинский институт (1965).
- — В 1965 – 1970 гг. аспирант, младший научный сотрудник, ассистент Гродненского медицинского института.
- — В 1970 – 1980 гг. старший научный сотрудник, ученый секретарь, в 1980 – 1985 гг. заведующий лабораторией Отдела регуляции обмена веществ АН БССР.
- — С 1985 г. сотрудник Института биохимии АН БССР.
- — В 1992 – 1996 гг. заместитель директора, в 1996 – 1998 гг. и.о. директора, с 1998 г. заведующий лабораторией Института биохимии Национальной академии наук Беларуси.
- — С 2006 г. заведующий отделом Института биохимии биологически активных соединений Национальной академии наук Беларуси.

Научные работы в области биохимии человека и животных, нутрициологии. Исследовал обмен витаминов, главным образом природных соединений пантотеновой кислоты, механизмы взаимосвязей между витаминами и регуляции биосинтеза кофермента ацетилирования. Сформулировал концепцию, в основе которой лежат представления об изменениях внутриклеточных фракций кофермента ацетилирования как важнейшего фактора в метаболической регуляции. Выяснил природу "секвестирования" свободного кофермента ацетилирования и механизм регуляции ключевого фермента его биосинтеза. Выявил способность производных пантотеновой кислоты предупреждать активацию перекисного окисления липидов биологических мембран и стабилизировать внутриклеточный фонд глутатиона в условиях окислительного стресса, а также нейропротекторные свойства предшественников биосинтеза кофермента ацетилирования. Результаты этих работ дополнили представления о биологических функциях витамина В5, что положено в основу показаний к лечебно-профилактическому применению пантотенат-содержащих соединений. Обосновал биомаркеры выявления риска развития недостаточности микронутриентов, комплексные технологии предупреждения недостаточности селена в питании. Внедрил способы лечения алкогольной патологии, инволюционных психозов и операционного стресса. При его участии разработаны новые лекарственные субстанции и препараты ("кальция пантотенат", "пантевитол", "пантогам") на основе производных витамина В5, а также способы их медицинского применения.
Автор более 450 научных работ, 7 монографий, 20 патентов и свидетельств на изобретения.
Награжден медалью.

#### Основные труды
1. Пантотеновая кислота: биохимия и применение витамина. Мн.: Наука и техника, 1980.
2. Производные пантотеновой кислоты. Разработка новых витаминных и фармакотерапевтических средств. Мн.: Наука и техника, 1989 (в соавт.).
3. Витамины. Мн.: Асар, 2002 (совм. с Морозкиной Т. С.).